# Carl Lumbly

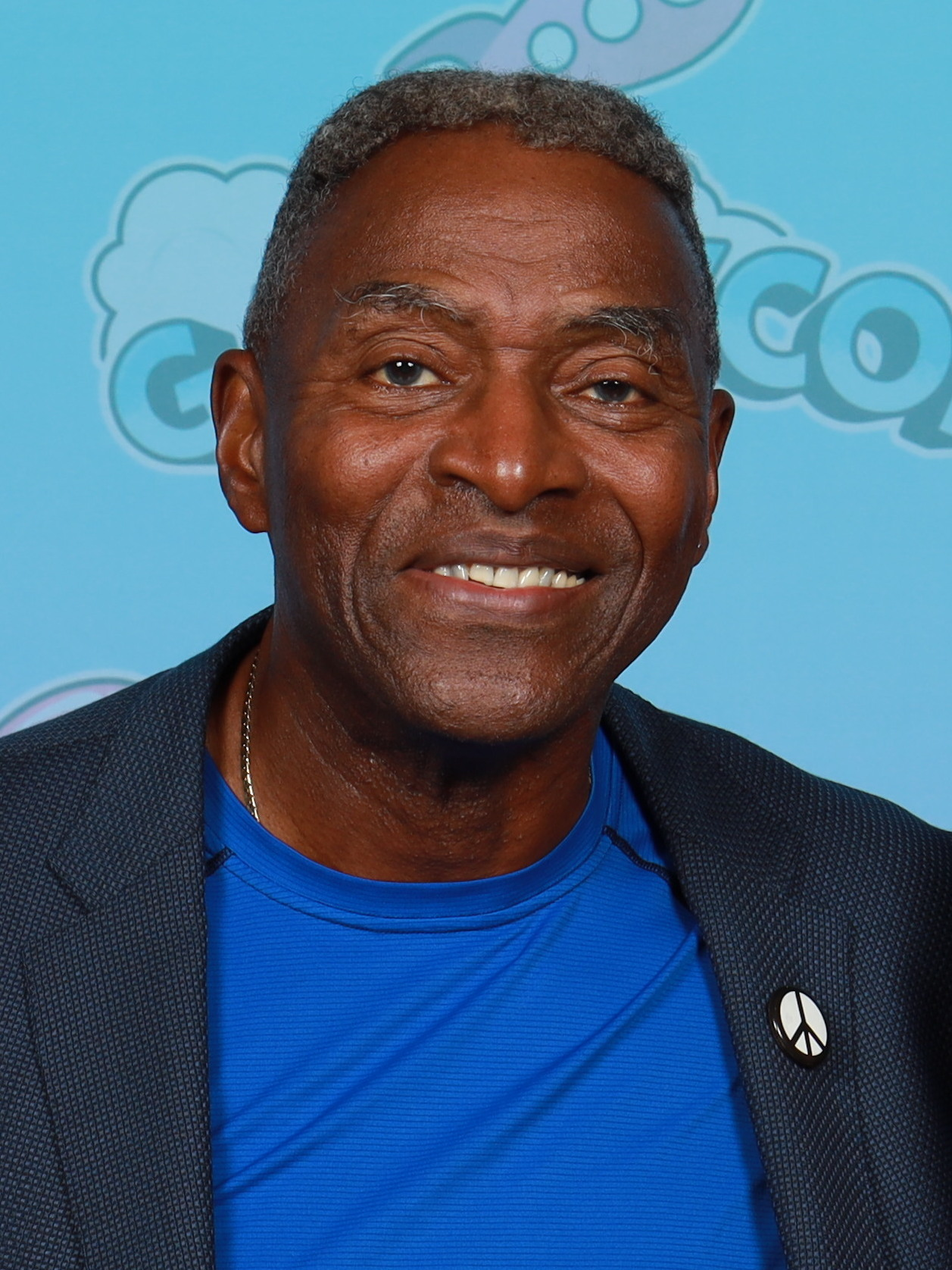
Carl Lumbly (2025)

Carl Lumbly (* 14. August 1951 in Minneapolis, Minnesota) ist ein US-amerikanischer Schauspieler und Synchronsprecher.

## Leben
Lumbly, Sohn von jamaikanischen Einwanderern, war zuerst Schreiber für die Associated Press in Minneapolis und für diverse Magazine. Beim Schreiben einer Story über ein Komödientheater entdeckte er seine Bühnenqualitäten und trat zwei Jahre als Comedian auf.
Als er nach San Francisco zog, freundete er sich mit dem noch unbekannten Danny Glover an und trat mit ihm auch auf. Seinen ersten Erfolg vor der Kamera hatte er 1981 in der Fernsehserie Cagney & Lacey. 1998 war er mit Halle Berry ebenfalls im Fernsehen in The Wedding zu sehen. 2006 hatte er einen Gastauftritt in der Neuauflage der Science-Fiction-Serie Battlestar Galactica.
Auch auf der großen Kinoleinwand war er bereits zu sehen, nämlich in Men of Honor mit Robert De Niro, Cuba Gooding Jr. und Charlize Theron. Eine wichtige Nebenrolle nahm er in der Fernsehserie Alias ein, wo er Marcus R. Dixon spielte. In den ersten beiden Staffeln war er hierbei Partner, ab der dritten Staffel Vorgesetzter von Sydney Bristow (Jennifer Garner).
Er wirkte auch in den Filmszenen des Computerspiels Command & Conquer 3: Tiberium Wars bei der Erweiterung Kanes Rache mit, wo er Bruder Marcion verkörperte, der eine von der Bruderschaft von Nod abgefallene neue Fraktion, die „Schwarze Hand“, anführt.
Lumbly war ab dem Jahr 1987 mit der 2010 verstorbenen Schauspielerin Vonetta McGee verheiratet und hat ein Kind.

## Filmografie (Auswahl)
- 1979: Flucht von Alcatraz (Escape from Alcatraz)
- 1982–1988: Cagney & Lacey (Fernsehserie, 102 Folgen)
- 1984: Buckaroo Banzai – Die 8. Dimension (The Adventures of Buckaroo Banzai Across the 8th Dimension)
- 1987: Das Schlafzimmerfenster (The Bedroom Window)
- 1988: Ein Richter für Berlin (Judgment in Berlin)
- 1989–1990: L.A. Law – Staranwälte, Tricks, Prozesse (Fernsehserie, sechs Folgen)
- 1990: Fremde Schatten (Pacific Heights)
- 1992: South Central – In den Straßen von L.A. (South Central)
- 1992: Zurück auf die Straßen von San Francisco (Back to the Streets of San Francisco)
- 1994: M.A.N.T.I.S. (Fernsehserie)
- 1996: Akte X – Die unheimlichen Fälle des FBI (The X-Files, Fernsehserie, Folge 4x03)
- 1998: The Wedding
- 1999: Die Farbe der Freundschaft (The Color of Friendship)
- 2000: The West Wing – Im Zentrum der Macht (Fernsehserie, Folge 1x18)
- 2000: Die Little Richard Story (Little Richard)
- 2000: Men of Honor
- 2001–2006: Alias – Die Agentin (Alias, Fernsehserie, 95 Folgen)
- 2001–2006: Die Liga der Gerechten (Justice League, Fernsehserie, 63 Folgen, Sprechrolle)
- 2006: Battlestar Galactica (Fernsehserie, Folge 3x08)
- 2007: Namibia – Der Kampf um die Freiheit (Namibia: The Struggle for Liberation)
- 2008: Alphabet Killer (The Alphabet Killer)
- 2008: Grey’s Anatomy (Fernsehserie, Folge 5x05)
- 2008: Chuck (Fernsehserie, Folge 2x09)
- 2010: Criminal Minds (Fernsehserie, Folge 6x06)
- 2011: Navy CIS (NCIS, Fernsehserie, Folge 8x19)
- 2012: Southland (Fernsehserie, drei Folgen)
- 2015: Zoo (Fernsehserie, sechs Folgen)
- 2015: The Returned (Fernsehserie, fünf Folgen)
- 2016: A Cure for Wellness
- 2017: Six (Fernsehserie, Folge 1x06)
- 2017–2021: Supergirl (Fernsehserie, 15 Folgen)
- 2017–2018: Navy CIS: L.A. (Fernsehserie, vier Folgen)
- 2019: This Is Us – Das ist Leben (Fernsehserie, Folge 3x13)
- 2019: The Chi (Fernsehserie, Folge 2x05)
- 2019: Doctor Sleeps Erwachen (Doctor Sleep)
- 2021: The Falcon and the Winter Soldier (Fernsehserie, drei Folgen)
- 2023: Völlig zerstört (Obliterated, Fernsehserie, sechs Folgen)
- 2023: Der Untergang des Hauses Usher (The Fall of the House of Usher, Fernsehserie)
- 2024: The Life of Chuck
- 2025: Captain America: Brave New World

## Videospiele (Auswahl)
- 2007: Command & Conquer 3: Tiberium Wars
- 2010: BioShock 2
- 2010: BioShock 2: Minerva’s Den
- 2012: Diablo 3
- 2013: Injustice: Götter unter uns
- 2014: Diablo III: Reaper of Souls
- 2017: Tacoma